# Tujia jezici
Tujia jezici, malena skupina sinotibetskih jwezika koja čini jednu od glavnih grana tibetsko-burmanske skupine. Obuhvaća svega dva jezika koja se govore na sjeverozapadu kineske provincije Hunan. 
Ukupan broj govornika izbnosi oko 71.000 od ukupno preko 8 milijuna pripadnika etničke skupine Tujia ili Tuchia koji su ozloženi jezičnoj asimilaciji, pa većina pripadnika danas govori mandarinski kineski [cmn], a kineski se uči i u školama. Predstavnljaju je: sjeverni tujia i južni tujia.

## Vanjske poveznice
- Ethnologue (14th)
- Ethnologue (15th)